# Мария Попкостова
Мария Хаджипопкостова (изписване до 1945 година: Мария хаджи попъ Костова) е българска просветна деятелка, учителка от Македония.

## Биография
Родена е около 1879 година в Дойран, тогава в Османската империя, в семейството на Коста Хаджи Абаджи (1828 – 1896) и Бена. Има братя Георги, Иван и Андон.
В 1898 година завършва с VIII випуск Солунската българска девическа гимназия. Привлечена от Българската екзархия, заминава да учителства в Сяр. В учебната 1900/1901 година е учителка в Сярското българско девическо класно училище. Работи като учителка и във велешкото българско първоначално и класно училище „Св. св. Кирил и Методий“. Заминава за Мелник, където също учителства.